# 王訢
王 訢（おう きん、? - 紀元前76年）は、前漢の政治家。済南郡の人。

## 略歴
郡県の吏から昇進して被陽県令になった。武帝時代末期、各地で反乱が続発していたとき、繡衣御史の暴勝之が皇帝の命で各地を廻り賊を捕え太守を誅殺していた。暴勝之は被陽に来ると王訢を斬ろうとしたが、処刑に臨んで王訢は「生殺与奪の権利を握り全国にその名が轟く貴方にとって、私ごときを斬っても威信を増すことにはなりません。許してやって貸しを作り、自分のために力を尽くさせるほうがよろしいのではないでしょうか」と進言した。暴勝之は彼を許し、彼と親交を結んだ。
暴勝之は長安に帰還すると王訢を推薦し、王訢は右輔都尉に就任し、右扶風見習となった。武帝が右扶風の領域内を通過する際、通過する道や宿泊する館の整備が行き届いていたので、武帝は感心して彼を正規の右扶風に昇任させた。
元鳳元年（紀元前80年）、失脚した桑弘羊に代わり御史大夫となり、元鳳4年（紀元前77年）2月に前任の丞相の田千秋の死により丞相となり、宜春侯に封ぜられた。元鳳5年（紀元前76年）12月に死去した。敬侯と諡された。
子の王譚が侯位を継ぎ、没後は子である王咸が継いだ。王莽の妻は王咸の娘であったことから、宜春侯王氏の一族は王莽の簒奪後は外戚として寵愛された。